# Piratisca rufotincta
Piratisca rufotincta là một loài bướm đêm trong họ Noctuidae.